# Річанський (ботанічний заказник)
Річа́нський зака́зник — ботанічний заказник місцевого значення в Україні, який знаходиться на північно-східних схилах гори Гропа (масив Горгани). Розташований на території Надвірнянського району Івано-Франківської області, на південний захід від села Бистриця.
Площа 48 га. Статус отриманий у 1983 році. Перебуває у віданні ДП «Надвірнянський держлісгосп» (Річанське лісництво, квартал 20, виділи 18, 20).